# 第51回世界卓球選手権個人戦
第51回世界卓球選手権個人戦（だい51かいせかいたっきゅうせんしゅけんこじんせん）は、2011年5月8日から5月15日までオランダのロッテルダムで開催された卓球大会。アホイ・ロッテルダムで行われた。

## 大会概要
オランダでの開催は1955年のユトレヒト、1999年のアイントホーフェンに次いで3回目。この大会終了後に発表される世界ランキングの上位ランキング28名（ただし各国最大2名まで）がロンドンオリンピックのシングルスに出場権を獲得する。
21世紀に入ってからの個人戦では2001年の第46回世界卓球選手権（大阪市）、2003年の第47回世界卓球選手権個人戦（パリ）、2005年の第48回世界卓球選手権個人戦（上海市）、2007年の第49回世界卓球選手権個人戦（ザグレブ）、2009年の第50回世界卓球選手権個人戦（横浜市）において2003年大会の男子シングルスをヴェルナー・シュラガーが制した以外、男女シングルス、ダブルス、混合ダブルスの5種目を全て中国選手が優勝している。この大会でも中国が5種目全てで優勝した。
この大会では同年3月11日の東北地方太平洋沖地震からの復興を願い日本選手団及びその趣旨に賛同したカナダ、ハンガリー、エジプト、ニュージーランド、コロンビアの5カ国の選手が「WASURENAI 3・11」というメッセージの入れられたウェアでプレーした。
またITTF総会で2014年の第52回世界卓球選手権団体戦の開催地に東日本大震災からの復興を目指す日本の東京が選ばれた。これについてはアダム・シャララ会長より日本卓球協会への打診が事前になされ対抗馬と見られたドーハ（カタール）が辞退した結果、無投票で開催地が決定した。
総会ではウォリス・フツナ、キュラソー島、トケラウ、アンティグア・バーブーダ、モザンビーク、イギリス領ヴァージン諸島の加盟も承認されて加盟協会数が215となり（クウェートが資格停止中）、国際バスケットボール連盟加盟協会数を抜き、国際バレーボール連盟の加盟協会数222に次いで加盟協会数が全スポーツ中で2番目に多い団体となった。
大会では2011年5月時点の世界ランキングが選手のつけるゼッケンの番号となった。ベルギーの41歳、ジャン＝ミッシェル・セイブがこの大会で通算20回目の出場を果たし新記録を樹立した。

## 男子シングルス
4月25日に発表された世界ランキングでも王皓（1位）、張継科（3位）、馬琳（4位）、馬龍（5位）、許昕（6位）、王励勤（9位）、陳玘（12位）と出場7選手が世界のトップ12にランキングされている。このうち許昕（王励勤に敗れた。）を除く6人がベスト8に進出、中国勢以外ではティモ・ボル（2位）、水谷隼（7位）がベスト8に残った。
準々決勝の組み合わせは王皓VS水谷、ボルVS陳玘、張継科VS王励勤、馬琳VS馬龍で、王皓、ボル、張継科、馬龍が準決勝に勝ち上がっている。準決勝
で王皓が馬龍を、張継科がボルを破った。決勝では張継科が王皓を破り初優勝を果たした。中国勢の優勝は2005年上海大会以来4回連続。
2003年優勝のヴェルナー・シュラガー（21位）が首の炎症により棄権した。また2009年ヨーロッパ卓球選手権シングルス優勝のマイケル・メイス（18位）も棄権している。

## 女子シングルス
中国から出場している李暁霞（1位）、郭焱（2位）、丁寧（3位）、郭躍（4位）、劉詩雯（5位）、武揚（8位）、范瑛（24位）7人が全員ベスト8入りした（残り1名はシンガポールの馮天薇（6位））。李暁霞、丁寧、郭躍、劉詩雯の4人が準々決勝を勝ちあがり2007年ザグレブ大会から3回連続、中国勢のメダル独占が決定した。準決勝では李暁霞が郭躍を4-0で、丁寧が劉詩雯を4-2で破り決勝に進んだ。決勝は丁寧が4-2で李暁霞を破り1995年天津大会以来9回連続で中国勢が優勝した。
地元開催で期待されたリー・ジャオ（13位）は3回戦でスペイン、シェン・ヤンフェイ（19位）に敗れた。

## 男子ダブルス
準決勝で中国の馬龍、許昕組と韓国の鄭栄植、金珉鉐組、それぞれ中国の王皓、張継科組と馬琳、陳玘組が対戦、決勝は馬龍、許昕組が馬琳、陳玘組を4-1で破り1993年イェテボリ大会以来10回連続中国勢が優勝した。

## 女子ダブルス
準決勝で中国の李暁霞、郭躍組と韓国の金璟娥（9位）、朴美英組、中国の丁寧、郭炎組と香港の帖雅娜、姜華珺組が対戦、決勝は李暁霞、郭躍組が丁寧、郭炎組を破り優勝、1989年ドルトムント大会以来12回連続中国勢が優勝した。

## 混合ダブルス
決勝で中国の張超、曹臻組が同じ中国の郝帥、木子組を4-1で破り優勝した。曹臻は前回2009年横浜大会で李平とのペアでの優勝に続いて2度目の優勝、中国勢の優勝は1991年千葉大会以来11回連続となった。香港の張鈺、姜華珺組と日本の岸川聖也、福原愛が銅メダル、日本ペアは、この種目の日本勢34年ぶりとなるメダルとなる銅メダルを獲得した。

## 大会日程
| 日程    | 男子シングルス | 女子シングルス  | 男子ダブルス | 女子ダブルス | 混合ダブルス    |
| ------- | -------------- | --------------- | ------------ | ------------ | --------------- |
| 5月8日  | 予選ラウンド   | 予選ラウンド    | 予選ラウンド | 予選ラウンド |                 |
| 5月9日  | 予選ラウンド   | 予選ラウンド    | 予選ラウンド | 予選ラウンド | 1回戦           |
| 5月10日 | 1回戦          | 1回戦           | 1回戦 2回戦  | 1回戦 2回戦  | 2回戦 3回戦     |
| 5月11日 | 2回戦 3回戦    | 2回戦 3回戦     | 3回戦        | 3回戦        | 4回戦           |
| 5月12日 | 3回戦 4回戦    | 4回戦           | 準々決勝     | 3回戦        | 準々決勝 準決勝 |
| 5月13日 | 4回戦          | 準々決勝 準決勝 |              | 準々決勝     | 決勝            |
| 5月14日 | 準々決勝       | 決勝            | 準決勝 決勝  | 準決勝       |                 |
| 5月15日 | 準決勝 決勝    |                 |              | 決勝         |                 |

### 結果
| 種目           | 優勝        | 2位       | 3位                             | 3位             |
| -------------- | ----------- | --------- | ------------------------------- | --------------- |
| 男子シングルス | 張継科      | 王皓      | ティモ・ボル                    | 馬龍            |
| 女子シングルス | 丁寧        | 李暁霞    | 劉詩雯                          | 郭躍            |
| 男子ダブルス   | 馬龍 許昕   | 馬琳 陳玘 | チョン・ヨンシク キム・ミンソク | 王皓 張継科     |
| 女子ダブルス   | 李暁霞 郭躍 | 郭焱 丁寧 | 金璟娥 朴美英                   | 帖雅娜 姜華君   |
| 混合ダブルス   | 張超 曹臻   | 郝帥 木子 | 張鈺 姜華珺                     | 岸川聖也 福原愛 |

## 日本人選手の成績
日本代表枠は5名から7名（2011年1月の世界ランキングで最大2名までが推薦されるため）であった。男子は世界ランク上位の水谷隼、松平健太がまず内定、2010年12月20日から22日に羽曳野市総合スポーツセンター（はびきのコロセアム）で行われた男子日本代表選手選考会で優勝した松平賢二が3人目に内定、その後、岸川聖也、張一博（馬龍に勝利したことが高く評価された。）、丹羽孝希が代表に選ばれた。
女子は世界ランク上位の福原愛、平野早矢香、石川佳純がまず内定、2010年12月24日から26日に呉市総合体育館で行われた女子日本代表選手選考会で優勝した若宮三紗子が4人目に内定、その後、石垣優香（ITTFプロツアーグランドファイナル（21歳以下）優勝者）、藤井寛子、谷岡あゆか、山梨有理（ダブルスのみの代表）が代表に選ばれた。
男子シングルスに水谷隼（7位）、松平健太（32位）、岸川聖也（34位）、張一博（66位）、丹羽孝希（74位）、松平賢二（90位）の6名、女子シングルスに福原愛（7位）、石川佳純（10位）、平野早矢香（11位）、石垣優香（29位）、藤井寛子（42位）、若宮三紗子（52位）、谷岡あゆか（86位）の7名、男子ダブルスに水谷隼、岸川聖也組、松平健太、丹羽孝希組、張一博、松平賢二組の3組、女子ダブルスに福原愛、石川佳純組、藤井寛子、若宮三紗子組、石垣優香、山梨有理（94位）組の3組、混合ダブルスに岸川聖也、福原愛組、松平健太、石川佳純組、松平賢二、若宮三紗子組の3組が出場した。
この大会で日本勢のメダルは混合ダブルスでの銅メダル1つであった。世界卓球で日本勢が全員敗退した後、中国のメディア、搜狐網（sohu．com）は中国からの帰化選手が主力だった頃に比べて実力が低下していると評価した。

### 男子シングルス
- 水谷隼は1回戦でスロベニアのサス・ラサンに[23]、2回戦でアルゼンチンのリュウ・ソン（劉松）に[24]、3回戦でドイツのソルタン・フェイヤー＝コーナートに、4回戦でフランスのアドリアン・マテネと対戦し第5ゲームを16-14で取り4-1で勝利した[25]。準々決勝では世界ランク1位の王皓と対戦したが0-4で敗れて[26]小野誠治以来32年ぶりのメダル獲得はならなかった[15][27]。
- 岸川聖也は1回戦でキム・ヒョクボン[23]、2回戦でチェコのドミトリ・プロコプツォフに勝ったが[24][28]3回戦でドミトリ・オフチャロフに敗れた[25]。
- 松平健太は1回戦でスウェーデンのロベルト・スベンソンにフルセットの末敗れた[23][29][30]。現地入りしてから38度の熱を出すなど体調を崩していた[31][32]。
- 張一博は1回戦でハンガリーのダニエル・コシバに2回戦で韓国の李廷祐に勝ったが3回戦で韓国の呉尚垠に0-4で敗れた[24]。
- 丹羽孝希は1回戦でリアム・ピッチフォードに勝ったが2回戦で馬琳に敗れた[24]。
- 松平賢二は1回戦で第2シードのティモ・ボルに1-4で敗れた[23][33]。

### 女子シングルス
- 福原愛は1回戦でカナダのチャン・モーに[23]、2回戦で北朝鮮のキム・ヘソンに勝利したが[34]3回戦で同年3月のポーランドオープンでストレート負けしたばかりの相手、中国のカットマン、范瑛[35][36]に対して第1セットを8連続得点で取ったが1-4で敗れた[24][37]。
- 石川佳純は1回戦でクリスティナ・ヒリチ[23]、2回戦で谷岡あゆか[38]、3回戦で梁夏銀に勝ち[24][39]、4回戦で丁寧に1-4で敗れてベスト16で終えた[25]。
- 平野早矢香は1回戦で陳思羽[23]、2回戦でセルビアのアナ＝マリア・エルデリー、3回戦でハンガリーのクリスティナ・トートに勝ったが[24][40]4回戦で福原愛を破った范瑛に1-4で敗れた[25]。
- 石垣優香は1回戦でイングランドのジョアンナ・パーカーに勝ったが、2回戦でオーストリアのリー・チャンビンに3-4で敗れた。
- 藤井寛子は1回戦でインドのガタクに2回戦で韓国の朴美英に勝ったが3回戦でオランダのリー・ジエに敗れた[24]。
- 若宮三紗子は1回戦でベラルーシのアレナ・ドゥプコワに勝ったが2回戦で香港の姜華珺に敗れた。
- 谷岡あゆかは1回戦でインドのダスに勝ったが2回戦で石川佳純に0-4で敗れた[38]。

### 男子ダブルス
- 水谷隼、岸川聖也組は1回戦でブラジルのチアゴ・モンテイロ、グスタボ・ツボイ組、2回戦でスウェーデンのマティアス・カールソン、ロベルト・スベンソン組に勝ったが3回戦で韓国の鄭栄植、金珉鉐組にストレートで敗れた[24]。
- 松平健太、丹羽孝希組は1回戦でエジプトのラーシン、サレ組、2回戦でマルコ・イェフトビッチ、アレクサンダー・カラカセビッチ組に勝ったが[23]3回戦でドイツのパトリック・バウム、バスティアン・シュテガー組に敗れた[24]。
- 張一博、松平賢二組は1回戦でイオネスク、セーチ組、2回戦でデンマークのヨナタン・グロート、カスペル・ステルンベリ組を破り、3回戦では1-3からの大逆転で香港の張鈺、李静組を破りベスト8入りしたが[24][41][42]準々決勝で韓国の鄭栄植・金珉鉐組に1-4で敗れた[25][43]。

### 女子ダブルス
- 福原愛、石川佳純組は1回戦でイングランドのジョアンナ・パーカー、ケリー・シブリー組、2回戦でロシアのユリア・プロホロワ、アナスタシア・ウォロノア組を破ったが[23][44]3回戦で北朝鮮のキム・ヘソン、キム・ジョン組に敗れた[25][45]。
- 全日本卓球選手権女子ダブルスで2連覇している藤井寛子、若宮三紗子組[46]は1回戦でポルトガルのアナ・ネベス、レイラ・オリビア、2回戦で香港の管夢圓、呉頴嵐組[23][47]、3回戦でスペインのラミレス、ドボラク組を破りベスト8入りを果たした[25]。準々決勝で香港の帖雅娜、姜華珺組に敗れてこの種目での日本勢10年ぶりのメダルはならなかった[14][48]。
- 石垣優香、山梨有理組は1回戦でブルガリアのガティンスカ、レムジ組、2回戦でトルコのヘーシーリン、フー・メレッキ組に勝ったが[23]中国の郭躍、李暁霞組に敗れた。

### 混合ダブルス
- 第4シードの岸川聖也、福原愛組[49]は1回戦でセルビアのクレプリュ、トドロビッチ[50]。[51]、2回戦でポルトガルのエニオ・メンデス、アナ・ネベス組、3回戦でハンガリーのヤカブ・ヤーノシュらのペアに勝ち[23]、4回戦でガオ・ニン、リ・ジャウェイ組をストレートで破り[24][52][53]、準々決勝でもヤン・ツー、王越古組[54]に勝利しベスト4に進出、日本勢としては1977年のバーミンガム大会の田阪登紀夫、横田幸子以来、34年ぶりのメダルとなる銅メダル以上を確定した[55]。準決勝の郝帥、木子組にはストレートで敗れて銅メダルとなった[25][56]。
- 第6シードの松平健太、石川佳純組[57]は1回戦でタイのワンシリ、ムアンスク組を破り[50][58]2回戦でもロシアのアレクサンダー・シバエフ、アナタスシア・ウォロノア組に勝利し3回戦でルーマニアのアドリアン・クリシャン、ダニエラ・ドデアン組を破ったが[23]4回戦でベラルーシのエフゲニー・シチェチニン、ビクトリア・パブロビッチ組に敗れベスト16で終えた[24]。
- 松平賢二、若宮三紗子組は1回戦でコンゴ共和国のサヒード・イドウ、ハン・シン組[50][59][60]、2回戦でチェコのパヴェル・シルーチェク、ダナ・ハダーチョバ組に勝利したが3回戦で香港の張鈺、姜華珺組に3セット先取したもののそこから4セットを奪われ逆転負けした[23][33]。

## 日本での放送
テレビ東京系列、J SPORTSで放送された。この大会から福沢朗がメインキャスターに起用された。またキャスターを秋元玲奈、解説を近藤欣司、松下浩二、樋浦令子、実況を植草朋樹、斉藤一也、中川聡が担当している。現地キャスターを務めた相内優香は美人だと中国で高い注目を浴びた。AKB卓球部結成された2009年、2010年の大会同様に続いて2011年大会もAKB48メンバーが大会サポーターを勤めており、番組テーマソング「Overtake」を歌っている。

### AKB48サポーターメンバー
- 増田有華（ただ一人皆勤賞となりテレビ東京から景品を受け取っている。）
- 梅田彩佳（中学時代は卓球部に所属した[64]。）
- 松井咲子
- 柏木由紀
- 仲川遥香
- 高橋みなみ
- 峯岸みなみ
- 宮澤佐江
- 横山由依

尚、高橋・峯岸・宮澤・横山は応援のためのTV出演は一度もなかった。